# Ханеке, Михаэль
Михаэ́ль Ха́неке (нем. Michael Haneke, род. 23 марта 1942, Мюнхен, Германия) — австрийский кинорежиссёр и сценарист. Обладатель множества престижных кинематографических наград. Кроме кино, работает на телевидении и в театре. Его фильмы отличаются мрачным стилем повествования и исследуют насилие во всех проявлениях. 
Двукратный обладатель «Золотой пальмовой ветви» Каннского кинофестиваля, а также семикратный обладатель премии Европейской киноакадемии (1993, 2005, 2009 — трижды, 2012 — дважды). За драму «Любовь» (2012) удостоен премий «Оскар» и BAFTA за «Лучший иноязычный фильм». Помимо работы режиссёром, Ханеке также преподаёт режиссуру в Венской киноакадемии. 
В 2013 году Михаэль Ханеке получил премию принцессы Астурийской.

## Биография
Михаэль Ханеке родился 23 марта 1942 года в Мюнхене, Германия. Он является сыном немецкого режиссёра и актёра Фрица Ханеке и австрийской актрисы Беатрисы фон Дегеншильд. Его отчим, композитор Александр Штайнбрехер, впоследствии женился на матери актёра Кристофа Вальца. Ханеке вырос в городе Винер-Нойштадт, Австрия. 
Вскоре он поступил в Венский университет, где изучал философию, психологию и театр, после того, как ему не удалось добиться успеха в своих ранних попытках в актёрской и музыкальной деятельности. После окончания университета он стал кинокритиком, а с 1967 по 1970 год работал редактором и драматургом на Юго-Западной немецкой телевизионной станции «Südwestfunk». В 1973 году дебютировал как телережиссёр.

### Кинорежиссёр
Полнометражный дебют Ханеке состоялся в 1989 году фильмом «Седьмой континент», получившим приз на фестивале в Локарно. Уже в этой ленте проявились характерные черты стиля режиссёра, которые были развиты в следующих его фильмах. Шокирующая картина «Видеоплёнки Бенни» (1992) об угрозе популяризации насилия в массовой культуре была номинирована на премию «European Film Awards» в категории «Лучший фильм».
«Забавные игры» были представлены на 50-м Каннском кинофестивале, причём программа фильма содержала предупреждение о наличии шокирующих сцен. Фильм, который киновед Андрей Плахов назвал самым запоминающимся в программе того фестиваля, не получил, тем не менее, на нём ни одной награды. Впоследствии, в 2008 году, Ханеке осуществил в США авторемейк «Забавных игр» под тем же названием. Для телевидения в том же 1997 году режиссёр поставил экранизацию романа Франца Кафки «Замок».
- «Затмение»

Успех ожидал снятый на французском языке фильм «Пианистка», который в 2001 году в Каннах принёс режиссёру «гран-при» (вторую по значимости награду), а исполнителям главных ролей Изабель Юппер и Бенуа Мажимелю — актёрские премии фестиваля. Лента «Скрытое» (2005), ещё один франкоязычный фильм Ханеке, подтвердила его репутацию крупного европейского режиссёра, а чёрно-белая философская картина «Белая лента» о природе человеческого насилия в 2009 году принесла ему «Золотую пальмовую ветвь», главный приз Каннского фестиваля. Награду Ханеке вручила председатель жюри фестиваля — Изабель Юппер. Также Ханеке впервые за свою карьеру был номинирован на премию «Оскар».
В 2012 году картина «Любовь», одна из самых камерных в фильмографии Ханеке, повторила успех его предыдущей работы, взяв главный приз киносмотра.
Она же стала главным триумфатором премии Европейской киноакадемии, принеся Ханеке третью рекордную статуэтку за лучшую режиссёрскую работу. Режиссёр был удостоен премии «Оскар» за лучший иноязычный фильм, а также выдвигался на награды за режиссуру и написание оригинального сценария.
В 2017 году вышел драматический фильм «Хэппи-энд». Лента была отобрана для участия в основной конкурсной программе 70-го Каннского международного кинофестиваля (2017) в соревновании за «Золотую пальмовую ветвь». Фильм получил в основном положительные отзывы от критиков. После первого показа фильма на Каннском кинофестивале многие критики хорошо приняли фильм, в то время как другие «жаловались, на однообразный и скучный стиль». В своём обзоре для журнала Guardian Питер Брэдшоу назвал фильм «таким же ярким, блестящим и неумолимым, как галогенный свет», восхваляя визуальную композицию Ханеке и отмечая, как повествование «иногда делает коварные маленькие скачки вперёд, позволяя нам реагировать на ужасные вещи, которые были пропущены».

### В театре
Михаэль Ханеке руководил рядом постановок на немецком языке, в том числе постановками работ Стриндберга, Гёте и Генриха фон Клейста в Берлине, Мюнхене и Вене. В 2006 году он дебютировал в качестве оперного режиссёра, поставив оперу Моцарта «Дон Жуан» в театре «Опера Гарнье», когда генеральным директором театра был Жерар Мортье.
В 2012 году он должен был руководить постановкой оперы «Так поступают все», в Нью-Йорк сити опера. Эта постановка изначально была заказана Юргеном Флиммом для Зальцбургского фестиваля в 2009 году, но Ханеке пришлось уйти в отставку из-за болезни, мешающей ему подготовить работу. Ханеке осуществил эту постановку в Королевском театре Мадрида в 2013 году.

### Особенности творчества
Любимым режиссёром Ханеке является Аббас Киаростами, он объяснил почему: «Он достигает простоты, которую так трудно достичь».
По собственному признанию:

Мои фильмы задуманы как полемические высказывания против американского «бочкообразного» кино и его дискредитации зрителя. Это призыв к кинематографу настойчивых вопросов вместо ложных и слишком быстрых ответов, к прояснению дистанции вместо нарушения близости, к провокации и диалогу вместо потребления и консенсуса.Оригинальный текст (англ.)My films are intended as polemical statements against the American 'barrel down' cinema and its dis-empowerment of the spectator. They are an appeal for a cinema of insistent questions instead of false (because too quick) answers, for clarifying distance in place of violating closeness, for provocation and dialogue instead of consumption and consensus.

## Критика
Британский кинокритик, писатель и журналист Питер Брэдшоу, считает Ханеке величайшим кинематографистом нашего времени. По его словам фильмы Ханеке представляют собой самый разрушительный и страшный кошмар: «„Седьмой континент“ это шедевр, потому что, как и в его фильме „Скрытое“ 2005 года, он не навязывает нам ответы и не даёт объяснений, потому что он не знает ни о чём. Ханеке является своего рода кинематографическим материалистом: он предоставляет обстоятельства, при которых происходит ужас, но он не определяет сам ужас или не даёт нам ничего, соответствующего речи психолога в конце „Психо“ Хичкока, он не даёт нам никакой конкретной идеи относительно того, почему или как, или даже что».

## Фильмография
| Год  |     | Русское название                    | Оригинальное название                           | Роль                |
| ---- | --- | ----------------------------------- | ----------------------------------------------- | ------------------- |
| 1974 | тф  | После Ливерпуля                     | ...Und was kommt danach?                        | режиссёр            |
| 1976 | тф  | Три пути к озеру                    | Drei Wege zum See                               | режиссёр            |
| 1976 | тф  | Бытовой мусор                       | Sperrmüll                                       | режиссёр            |
| 1979 | тф  | Лемминги. История первая            | Lemminge, Teil 1 Arkadien                       | режиссёр, сценарист |
| 1979 | тф  | Лемминги. История вторая            | Lemminge, Teil 2 Verletzungen                   | режиссёр, сценарист |
| 1983 | тф  | Вариация                            | Variation                                       | режиссёр            |
| 1984 | тф  | Кто такой Эдгар Аллан?              | Wer war Edgar Allan?                            | режиссёр            |
| 1985 | тф  | Фройляйн                            | Fräulein                                        | режиссёр            |
| 1989 | ф   | Седьмой континент                   | Der siebente Kontinent                          | режиссёр, сценарист |
| 1991 | тф  | Некролог для убийцы                 | Nachruf für einen Mörder                        | режиссёр            |
| 1992 | ф   | Видео Бенни                         | Benny's Video                                   | режиссёр, сценарист |
| 1993 | тф  | Бунт                                | Die Rebellion                                   | режиссёр, сценарист |
| 1994 | ф   | 71 фрагмент хронологии случайностей | 71 Fragmente einer Chronologie des Zufalls      | режиссёр, сценарист |
| 1995 | док | Люмьер и компания                   | Lumière et compagnie                            | режиссёр            |
| 1997 | ф   | Забавные игры                       | Funny Games                                     | режиссёр, сценарист |
| 1997 | тф  | Замок                               | Das Schloß                                      | режиссёр            |
| 2000 | ф   | Код неизвестен                      | Code inconnu: Récit incomplet de divers voyages | режиссёр, сценарист |
| 2001 | ф   | Пианистка                           | La Pianiste                                     | режиссёр, сценарист |
| 2003 | ф   | Время волков                        | Le temps du loup                                | режиссёр, сценарист |
| 2005 | ф   | Скрытое                             | Caché                                           | режиссёр, сценарист |
| 2007 | ф   | Забавные игры                       | Funny Games U.S.                                | режиссёр, сценарист |
| 2009 | ф   | Белая лента                         | Das weiße Band                                  | режиссёр, сценарист |
| 2012 | ф   | Любовь                              | Amour                                           | режиссёр, сценарист |
| 2017 | ф   | Хэппи-энд                           | Happy End                                       | режиссёр, сценарист |

## Награды и номинации
Полный список наград и номинаций на сайте IMDb.com.
| Награда                         | Год  | Категория                         | Работа         | Результат |
| ------------------------------- | ---- | --------------------------------- | -------------- | --------- |
| Оскар                           | 2010 | Лучший фильм на иностранном языке | Белая лента    | Номинация |
| Оскар                           | 2013 | Лучший фильм на иностранном языке | Любовь         | Победа    |
| Оскар                           | 2013 | Лучший фильм                      | Любовь         | Номинация |
| Оскар                           | 2013 | Лучшая режиссура                  | Любовь         | Номинация |
| Оскар                           | 2013 | Лучший оригинальный сценарий      | Любовь         | Номинация |
| BAFTA                           | 2010 | Лучший неанглоязычный фильм       | Белая лента    | Номинация |
| BAFTA                           | 2013 | Лучший неанглоязычный фильм       | Любовь         | Победа    |
| Сезар                           | 2006 | Лучшая режиссура                  | Скрытое        | Номинация |
| Сезар                           | 2006 | Лучший оригинальный сценарий      | Скрытое        | Номинация |
| Сезар                           | 2010 | Лучший иностранный фильм          | Белая лента    | Номинация |
| Сезар                           | 2013 | Лучший фильм                      | Любовь         | Победа    |
| Сезар                           | 2013 | Лучшая режиссура                  | Любовь         | Победа    |
| Сезар                           | 2013 | Лучший оригинальный сценарий      | Любовь         | Победа    |
| Независимый дух                 | 2012 | Лучший иностранный фильм          | Любовь         | Победа    |
| Премия Европейской киноакадемии | 1993 | Приз ФИПРЕССИ                     | Видео Бенни    | Победа    |
| Премия Европейской киноакадемии | 2002 | Лучшая режиссура                  | Пианистка      | Номинация |
| Премия Европейской киноакадемии | 2002 | Лучший сценарий                   | Пианистка      | Номинация |
| Премия Европейской киноакадемии | 2006 | Приз ФИПРЕССИ                     | Скрытое        | Победа    |
| Премия Европейской киноакадемии | 2006 | Лучший фильм                      | Скрытое        | Победа    |
| Премия Европейской киноакадемии | 2006 | Лучшая режиссура                  | Скрытое        | Победа    |
| Премия Европейской киноакадемии | 2010 | Лучший фильм                      | Белая лента    | Победа    |
| Премия Европейской киноакадемии | 2010 | Лучшая режиссура                  | Белая лента    | Победа    |
| Премия Европейской киноакадемии | 2010 | Лучший сценарий                   | Белая лента    | Победа    |
| Премия Европейской киноакадемии | 2013 | Лучший фильм                      | Любовь         | Победа    |
| Премия Европейской киноакадемии | 2013 | Лучшая режиссура                  | Любовь         | Победа    |
| Премия Европейской киноакадемии | 2013 | Лучший сценарий                   | Любовь         | Победа    |
| Каннский кинофестиваль          | 1997 | Золотая пальмовая ветвь           | Забавные игры  | Номинация |
| Каннский кинофестиваль          | 2000 | Золотая пальмовая ветвь           | Код неизвестен | Номинация |
| Каннский кинофестиваль          | 2001 | Гран-при                          | Пианистка      | Победа    |
| Каннский кинофестиваль          | 2005 | Приз за лучшую режиссуру          | Скрытое        | Победа    |
| Каннский кинофестиваль          | 2009 | Золотая пальмовая ветвь           | Белая лента    | Победа    |
| Каннский кинофестиваль          | 2012 | Золотая пальмовая ветвь           | Любовь         | Победа    |
| Каннский кинофестиваль          | 2017 | Золотая пальмовая ветвь           | Хэппи-энд      | Номинация |